# Cygnus CRS OA-7
Cygnus CRS OA-7 var en flygning av företaget Orbital ATKs rymdfarkost Cygnus till rymdstationen ISS för att leverera förnödenheter, syre, vatten. Farkosten är uppkallad efter den avlidne amerikanske senatorn och astronauten John Glenn. 
Den sköts upp med en Atlas V-raket från Cape Canaveral den 18 april 2017. Farkosten dockades med rymdstationen med hjälp av Canadarm2 den 22 april 2017.
Farkosten lämnade rymdstationen den 4 juni 2017.
Farkosten brann som planerat upp i jordens atmosfär den 11 juni 2017.

## Atlas V
Sedan haveriet av företagets raket Antares vid uppskjutningen av Cygnus CRS Orb-3 den 13 juli 2014, har man legat efter i sitt åtagande enligt COTS kontrakt med NASA. För att klara kontraktets mål valde man att återigen använda sig av en Atlas V-raket från United Launch Alliance.

### Fotnoter
1. ↑  ”NASA Space Science Data Coordinated Archive” (på engelska). NASA. https://nssdc.gsfc.nasa.gov/nmc/spacecraft/display.action?id=2017-019A. Läst 24 mars 2020.
2. ↑  ”Cygnus Departs Station Day Before Dragon Arrives” (på engelska). NASA. sid. blogs.nasa.gov. https://blogs.nasa.gov/spacestation/2017/06/04/cygnus-departs-station-day-before-dragon-arrives/. Läst 6 juni 2017.